# Tannenberg (Sachsen)
Tannenberg ist eine der kleinsten Gemeinden im sächsischen Erzgebirgskreis.

## Geografie

### Lage
Tannenberg liegt im Mittleren Erzgebirge im Tal der Zschopau, die hier, aus dem Nordwesten kommend, den Geyerbach und dann den Greifenbach aufnimmt. Höchster Punkt des Ortes ist der Knochen mit 641 m. Durch die Ortslage führen die Staatsstraßen S222 und S267.

### Nachbargemeinden
Im Norden grenzt Ehrenfriedersdorf, im Osten Thermalbad Wiesenbad, im Süden Schlettau, im Südwesten Elterlein und im Westen Geyer an den Ort.

### Gliederung
Zu Tannenberg gehört der Ortsteil Siebenhöfen.

### Geografische Besonderheiten
In Tannenberg liegt der geografische Mittelpunkt des per 1. August 2008 neu gebildeten Landkreises Erzgebirge. Der Punkt befindet sich unmittelbar am Europäischen Fernwanderweg Eisenach-Budapest.

## Geschichte

### Ortsentwicklung

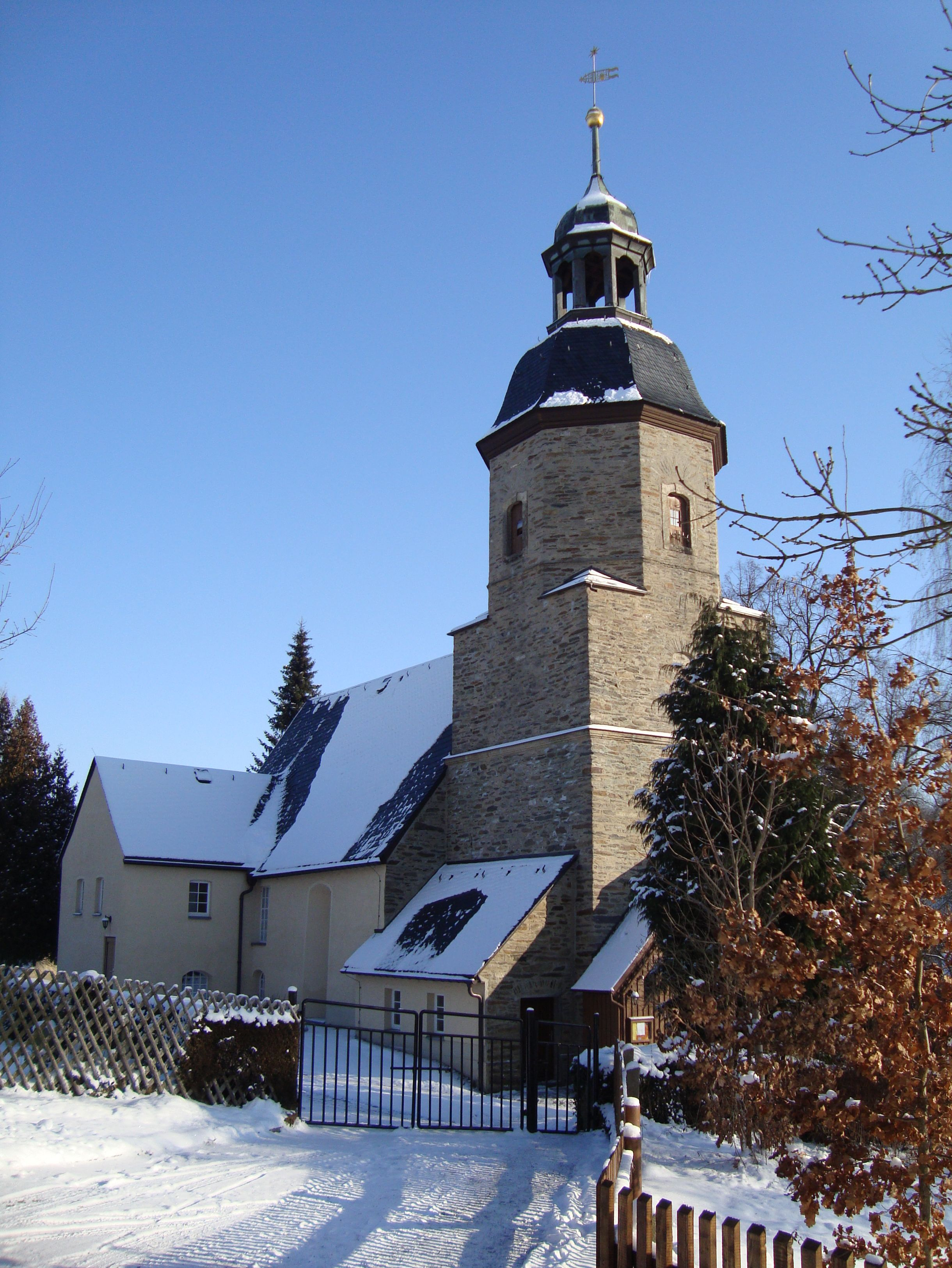
St.-Christophorus-Kirche Tannenberg

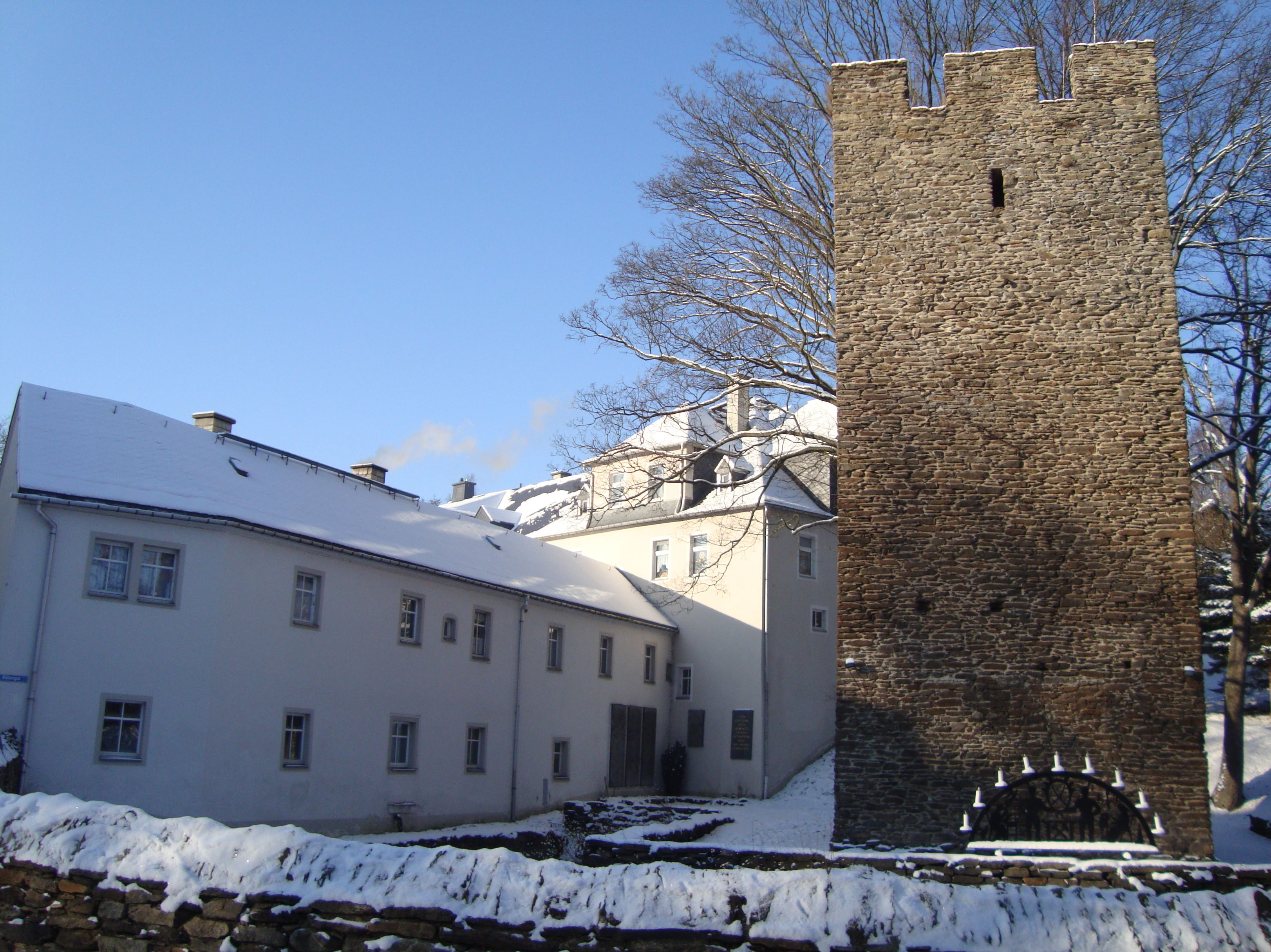
Paßklausenturm und ehemaliges Rittergut von Tannenberg

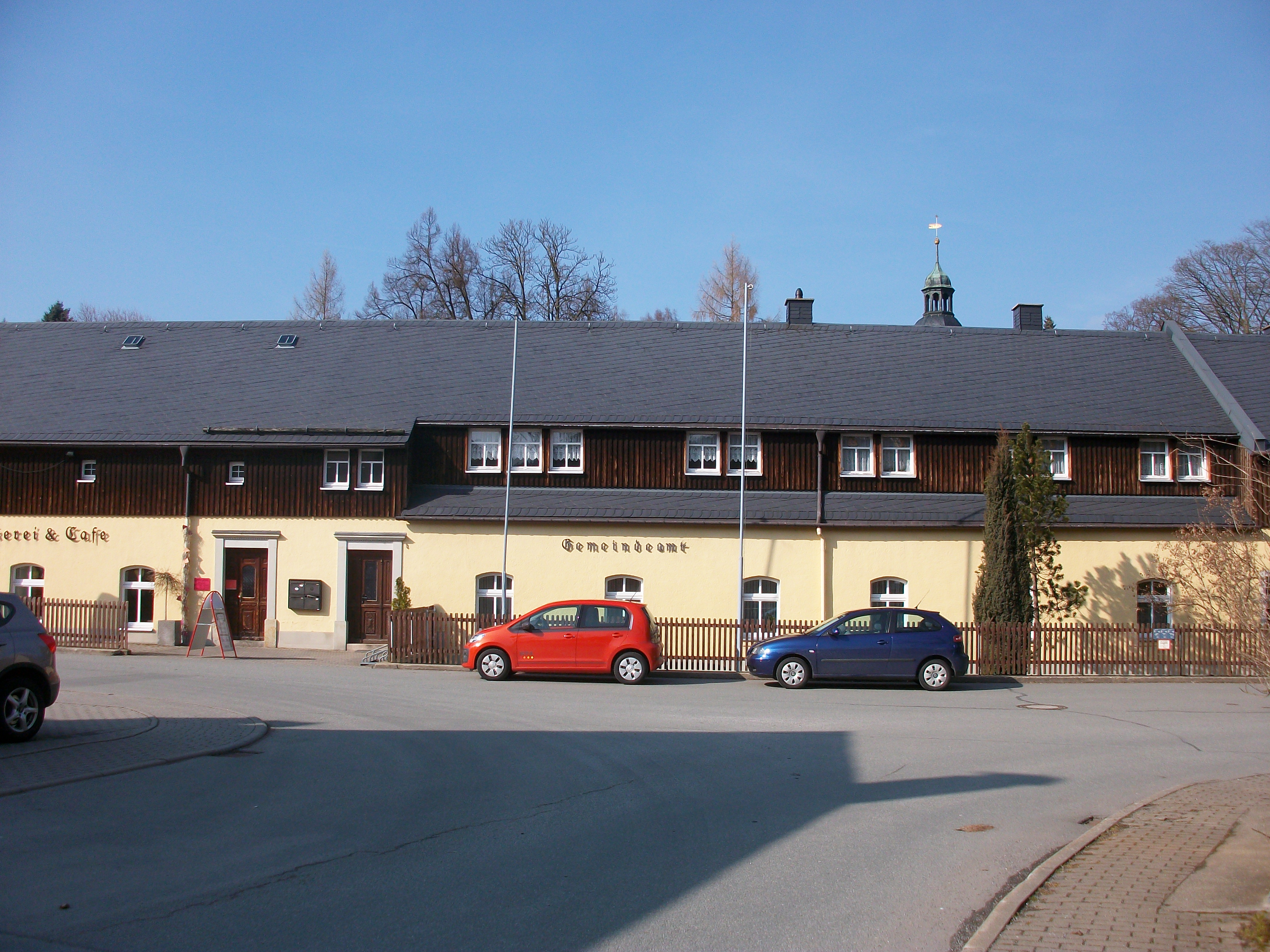
Gemeindeamt Tannenberg im Rittergut Tannenberg

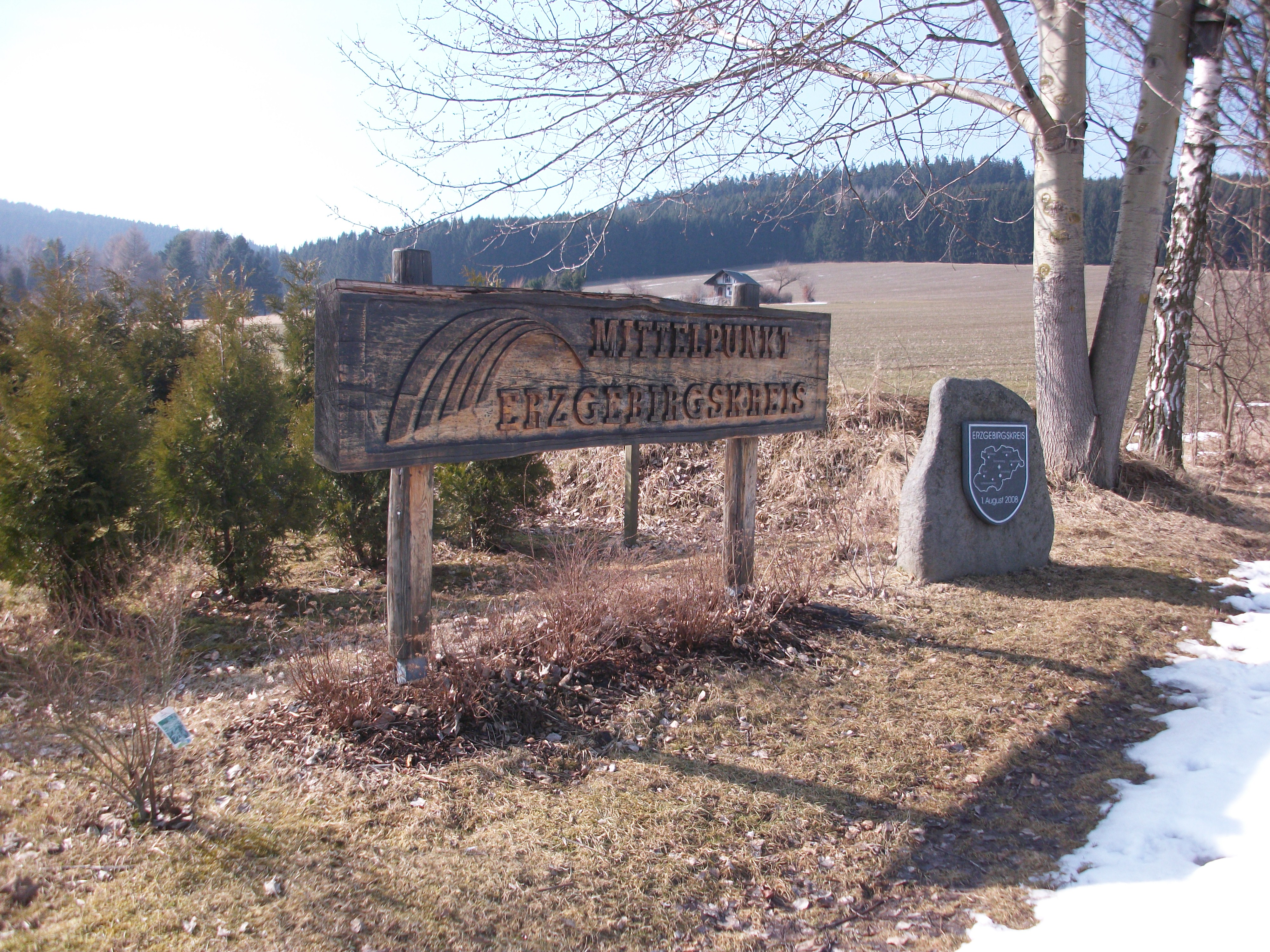
Mittelpunkt des Erzgebirgskreises in Tannenberg

Aus einer Urkunde von 1162 geht hervor, dass Kaiser Barbarossa den damals unerschlossenen Grenzwald südlich von Freiberg in Besitz nahm und zugleich eine Sicherung der Grenzwege über das Erzgebirge nach Böhmen anordnete. Möglicherweise steht die Errichtung der Tannenberger Burganlage mit dem Paßklausenturm mit dieser Anordnung in Zusammenhang. Der Paßklausenturm, welcher vermutlich zu Beginn des 12. Jahrhunderts errichtet wurde, gilt als ältestes Gebäude des Altlandkreises Annaberg.
Die erste urkundliche Erwähnung des Waldhufendorfs Tannenberg erfolgte 1411. In diesem Jahr wurde die Herrschaft Belberg (Pöhlberg) mit dem rechts der Zschopau gelegenen Teil von Tannenberg vom Burggrafen zu Meißen und Grafen zu Hartenstein Heinrich I. von Hartenstein an die Wettiner verpfändet. Die links der Zschopau liegende Hälfte von Tannenberg gehörte zum Rittergut Tannenberg, welches damals der Herrschaft Wolkenstein lehnspflichtig war. Eine frühere Zugehörigkeit dieses Anteils von Tannenberg zur Herrschaft Greifenstein ist umstritten. Während des Einfalls der Hussiten in Sachsen wurde die Tannenberger Burganlage bis auf den Paßklausenturm zerstört, dessen hölzerne Auf- und Anbauten bei dem Angriff ebenfalls zerstört wurden. Die Herren von Tannenberg ließen bis 1430 das Rittergut Tannenberg errichten, welches bis ins 19. Jahrhundert die Grundherrschaft über den Ort ausübte. Das Rittergut, welches somit über 500 Jahre politischer und wirtschaftlicher Mittelpunkt des Ortes ist, wurde im Dreißigjährigen Krieg zerstört und 1883 durch Brand erneut beschädigt. Ende des 15. Jahrhunderts wurden beide Ortsteile von Tannenberg von Matthes von Reizenstein erworben.
Im Jahre 1502 bekam Tannenberg (Teil links der Zschopau) auf Betreiben des hiesigen Rittergutsbesitzers Matthes von Reitzenstein eine eigene Pfarrkirche. Dabei scheint man den rechts des Flusses gelegenen Ortsteil mit ersterem vereinigt zu haben.
Der vermutlich um 1500 errichtete Zainhammer wurde um 1600 mit dem Besitzer Adam Martin erstmals erwähnt. 1765 wurde er als Waffenhammer genannt, welcher im Besitz von Johann Adolf Martin stand. Zwischen 1809 und 1836 war der Tannenberger Zainhammer im Besitz des Briten Evan Evans, der hier seine Spinnereimaschinen mit Hilfe von Gießerei-, Schmiede- und Schlosserwerkstätten entwickelte. 1812 baute Evans in der zu Tannenberg gehörigen Siedlung Siebenhöfen eine Baumwollspinnerei. Im Laufe der Jahre entwickelte sich die Textilindustrie zum Hauptgewerbe in der Gemeinde. Weitere kleinere Unternehmen der Metall-, Kunststoff- und Papierverarbeitung ließen sich ebenfalls nieder. Andere Unternehmen der Textilindustrie waren die Baumwollspinnerei C.F. Höffer (1838) und die Kunstseiden AG (ab 1927). Im Zainhammer entstand im 19. Jahrhundert durch Eberhard Börner eine Zwirnerei. Unter Hermann Lißner wurde der Hammer zwischen 1897 und 1899 in seine heutige Form umgebaut. Lißner produzierte hier Posamenten. Ende der 1940er Jahre errichtete Curt Kulb eine Fichtennadelpresse und stellte bis 1975 das bekannte Fiseesa-Badesalz her. Zwischen 1888 und 1967 waren Tannenberg und Siebenhöfen über die Schmalspurbahn Schönfeld-Wiesa–Meinersdorf durch die Stationen Tannenberg Ost, Tannenberg, Obertannenberg und Siebenhöfen an das Schienennetz angebunden.
Tannenberg gehörte bis 1856 zum kursächsischen bzw. königlich-sächsischen Amt Wolkenstein. Ab 1856 gehörte der Ort mit dem Ortsteil Siebenhöfen zum Gerichtsamt Geyer und ab 1875 zur Amtshauptmannschaft Annaberg. Im Jahr 1912 wurde das Rittergut Sitz des Tannenberger Gemeindeamts.
Durch die zweite Kreisreform in der DDR kam die Gemeinde Tannenberg mit ihrem Ortsteil Siebenhöfen im Jahr 1952 zum Kreis Annaberg im Bezirk Chemnitz (1953 in Bezirk Karl-Marx-Stadt umbenannt), der ab 1990 als sächsischer Landkreis Annaberg fortgeführt wurde und 2008 im Erzgebirgskreis aufging. Dem geographischen Mittelpunkt des Erzgebirgskreises, der sich auf dem Gebiet der Gemeinde Tannenberg befindet, wurde anlässlich der Gründung des Erzgebirgskreises ein Denkmal gesetzt.

### Einwohnerentwicklung
Am 3. Oktober 1990 zählte Tannenberg 1.255 Einwohner. Folgende Einwohnerzahlen beziehen sich auf den 31. Dezember des voranstehenden Jahres:
| - 1993 – 1.225 - 1994 – 1.220 - 1995 – 1.213 | - 1996 – 1.220 - 1997 – 1.247 - 1998 – 1.269 | - 1999 – 1.264 - 2000 – 1.265 - 2001 – 1.280 | - 2002 – 1.272 - 2003 – 1.278 - 2004 – 1.269 | - 2005 – 1.276 - 2006 – 1.254 - 2007 – 1.244 | - 2009 – 1.208 - 2012 – 1.134 - 2013 – 1.132 |

## Politik

### Gemeinderat
Seit der Gemeinderatswahl am 9. Juni 2024 verteilen sich die 10 Sitze des Gemeinderates folgendermaßen auf die einzelnen Gruppierungen:
- Freie Wähler Bürgerforum e. V. (FWBF): 7 Sitze
- CDU: 3 Sitze

| Gemeinderat ab 2024Insgesamt 10 Sitze - FWBF: 7 - CDU: 3 | Liste                          | 2024   | 2024   | 2019   | 2019   | 2014   | 2014   |
| Gemeinderat ab 2024Insgesamt 10 Sitze - FWBF: 7 - CDU: 3 | Liste                          | Sitze  | in %   | Sitze  | in %   | Sitze  | in %   |
| Gemeinderat ab 2024Insgesamt 10 Sitze - FWBF: 7 - CDU: 3 | Freie Wähler Bürgerforum e. V. | 7      | 69,8   | 8      | 73,0   | 8      | 72,8   |
| Gemeinderat ab 2024Insgesamt 10 Sitze - FWBF: 7 - CDU: 3 | CDU                            | 3      | 30,2   | 2      | 27,0   | 2      | 24,7   |
| Gemeinderat ab 2024Insgesamt 10 Sitze - FWBF: 7 - CDU: 3 | FDP                            | –      | –      | –      | –      | –      | 2,6    |
| Gemeinderat ab 2024Insgesamt 10 Sitze - FWBF: 7 - CDU: 3 | Wahlbeteiligung                | 78,5 % | 78,5 % | 77,5 % | 77,5 % | 68,9 % | 68,9 % |

### Bürgermeister
Christoph Neubert wurde als Bürgermeister im Juni 2015 wiedergewählt und damit im Amt bestätigt.
| Wahl | Bürgermeister     | Vorschlag   | Wahlergebnis (in %) |
| ---- | ----------------- | ----------- | ------------------- |
| 2022 | Christoph Neubert | Bürgerforum | 99,6                |
| 2015 | Christoph Neubert | Bürgerforum | 99,4                |
| 2008 | Christoph Neubert | Bürgerforum | 99,0                |
| 2001 | Christoph Neubert | Bürgerforum | 89,9                |
| 1994 | Matthias Lißke    | Bürgerforum | 72,8                |

## Kultur und Sehenswürdigkeiten
- siehe auch: Liste der Kulturdenkmale in Tannenberg
- Paßklausenturm mit dreiseitigem Wassergraben
- spätgotische Kirche St. Christophorus mit Schnitzaltar aus dem Jahr 1521 von Christoph Walther I und Kindergrabplatten und einem Epitaph aus dem 16. Jahrhundert
- Zainhammer Tannenberg, erbaut um 1500[13]

## Wirtschaft und Infrastruktur
Verkehrsmäßig ist Tannenberg über eine Staatsstraße von Schlettau und Schönfeld ans Bundesstraßennetz angebunden. Zwischen 1888 und 1967 war Tannenberg mit zeitweise drei Stationen über die Schmalspurbahn Schönfeld-Wiesa–Meinersdorf an das Schienennetz angebunden.

## Persönlichkeiten
- Evan Evans (1765–1844), Maschinenbauer und Unternehmer, Gründer der Baumwollspinnerei in Siebenhöfen
- Eli Evans (1805–1882), Unternehmer in Siebenhöfen und Politiker
- Carl-Heinz Westenburger (1924–2008), Maler und Grafiker